# Locustella
Locustella è un genere di uccelli passeriformi appartenenti alla famiglia delle Locustellidae e che include varie specie di piccoli uccelli dal piumaggio grigio-marrone distribuiti in Eurasia e Africa.

## Specie
Appartenenti al genere Locustella sono le seguenti specie:
- Locustella accentor
- Locustella alishanensis
- Locustella amnicola
- Locustella castanea
- Locustella caudata
- Locustella certhiola
- Locustella chengi
- Locustella davidi
- Locustella fasciolata
- Locustella fluviatilis
- Locustella idonea
- Locustella kashmirensis
- Locustella lanceolata
- Locustella luscinioides
- Locustella luteoventris
- Locustella major
- Locustella mandelli;
- Locustella montis
- Locustella naevia
- Locustella ochotensis
- Locustella pleskei
- Locustella pryeri
- Locustella seebohmi
- Locustella tacsanowskia
- Locustella thoracica